# Carpații Meridionali

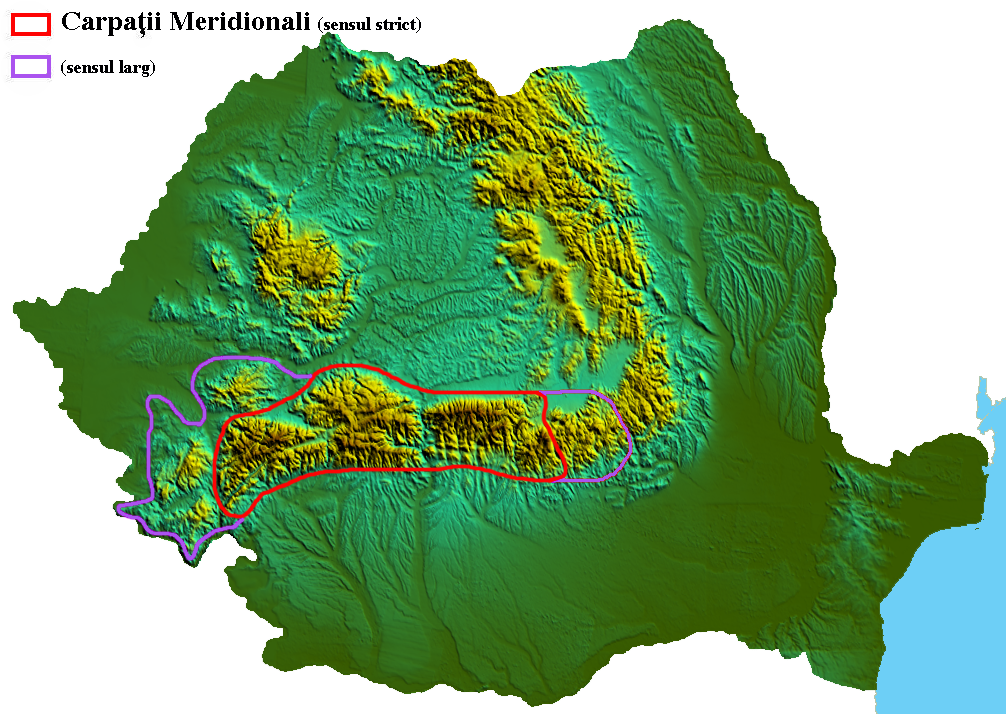
Carpații Meridionali

Carpații Meridionali, numiți și Alpii Transilvaniei, Alpii Transilvăneni, alături de Carpații Orientali și Carpații Occidentali reprezintă cele trei mari grupe muntoase ale României. Denumirea lor este dată referitor la poziția lor geografică (la sud, deci meridionali ca poziție) față de Depresiunea Colinară a Transilvaniei, care reprezintă simultan și limita lor nordică.
Carpații Meridionali reprezintă cea mai masivă, tipică și spectaculoasă regiune montană a țării, având unele similitudini cu Alpii. Parte distinctă a Carpaților Meridionali, Munții Făgăraș, cei mai spectaculoși, înalți și sălbatici munți ai României, l-au inspirat pe geograful francez Emmanuel de Martonne să-i denumească și Alpii Transilvaniei, conform lucrării sale Recherches sur l'Evolution morphologique des Alpes de Transylvanie (Karpates meridionales), publicată la Paris, Editura Delagrave, 1906.
Limita lor vestică, spre Carpații Occidentali, este culoarul depresionar Cerna-Timiș-Bistra-Hațeg-Ștei-Orăștie, iar limita lor estică (spre Carpații Curburii) o reprezintă Valea Prahovei și Valea Timișului din județul Brașov. Totuși, cel puțin delimitarea față de Carpații Orientali - dacă nu și cea față de Carpații Occidentali - variază in funcție de școala de care aparțin diverșii geografi care fac împărțirea (vezi de ex. articolul Munții Perșani, sau harta alăturată). Limita sudică a Carpaților Meridionali o reprezintă un abrupt major (pe alocuri având o diferență de nivel până la 1000 m) format din trei grupe: Subcarpații Curburii (între Prahova și Dâmbovița), Subcarpații Getici (între Dâmbovița și Motru) și Podișul Mehedinți (între Motru și Dunăre). În zilele senine pot fi observați de la o distanță de până la 100-120 km în sud.

## Caracteristici generale

### Grupe majore de munți
În Carpații Meridionali se disting patru grupe majore de munți:
- Grupa montană Bucegi-Leaota-Piatra Craiului, sau grupa extrem estică
- Grupa montană Iezer-Păpușa-Făgăraș, sau grupa estică
- Grupa montană Șureanu-Parâng-Lotrului, sau grupa centrală
- Grupa montană Retezat-Godeanu, sau grupa vestică,

respectiv 24 de sub-grupe montane în total.